# Fém Színház
A Fém Színház (2008–2018 között Fészek Színház) (mindenkitől) független színház Budapesten, a közösséget preferáló, a szavak erejével, a jelenkor problémáival, a valósággal foglalkozó, azt feldolgozó színpadi művek létrehozására létrejött együttes, melynek célja a színházi formanyelv megújítására tett kísérletek mellett az általunk megismert színházi hagyományok, élettapasztalatok, társművészetek vizsgálata, alkalmazása, valamint a hivatásos és műkedvelő színházcsinálók közötti párbeszéd és együttalkotás lehetőségének biztosítása. 
„Mindezt Európa közepén, hittel és pozitív jövőképpel tesszük.
Színházat csinálunk. 
A világról a magyaroknak. 
És magyarul a világnak.” A Fészek Színház 2000–2008 között diákszínpadként működött Agárdon, Etyek-Botpusztán, Bugyin és Budapesten.

## A színház neve
Cziczó Attila 1999-ben az agárdi Chernel István Általános Iskola és Gimnázium programszervezőjeként azt a feladatot kapta, hogy a gimnazistáknak kulturális és közösségi lehetőségeket biztosítson. Mindehhez a bázist az iskola újonnan megnyitott pinceklubja jelentette. A diákok kapták meg a lehetőséget, hogy nevet adjanak a klubnak. Egy bizonyos Marika ötlete nyert végül, így lett Fészek Klub a közösségi tér neve. Majd az iskolaújság, az iskolarádió és a 2000 tavaszán megalakult diákszínpadé is. Később – az agárdi évek befejezése után – Attila a nevet is vitte magával, így lett Fészek Színpad a „színjátszócsoport” Etyek-Botpusztán, Bugyin, majd 2007 novemberében, a fővárosban állt össze egy diákcsoport is. Ám a diákszínházból kinövő társulat (Bűdi Annamária, Herczeg Anna, Lelovits Fruzsina, Szilágyi Csilla és Zelki Benjámin) – Cziczó Attila és Jendrics Anikó vezetésével – már Fészek Színházként kezdte meg működését 2008. március 16-án.

## Társulat
Andai Katalin,
Barabás Tamás,
Bartha Bendegúz,
Cziczó Attila,
Cziczó Ármin,
Cziczó Dániel,
Gimesi András Gime (fotó, videó),
Heltai Sára,
Horváth Máté,
Jendrics Anikó,
Jeneses Henrietta,
Kárpáti Barnabás,
Kis Virág,
Magyar József,
McBrayer Benjamin,
Miklós Máté,
Miklós Zsófia,
Molnár Kinga,
Németh Viktória,
Tyroler Cintia,
Vékony Brigitta

## Korábbi társulati tagok
Ács Kata,
Bencsik Erzsébet (smink),
Bűdi Annamária,
Cselle Gabriella,
Czinege Katalin Emma,
Faluvégi Judit Rita (diákszínház-csoportvezető),
Fedor Péter,
Gallai Dávid, Háber Krisztián,
Herczeg András,
Herczeg Anna,
Kalassai Dóra,
Kardos Balázs (diákszínház-csoportvezető),
Keményffy Tamás,
Kiss Boglárka,
Kohut Zsanett,
Koncsol Ján,
Kovács Zsófia,
Lelovits Fruzsina,
Carolina Lindberg, 
Magyar Ajna,
Mándy Zsófia,
Mészáros Claudia,
Miron Vilidár Vivien (foto+video),
Molnár Hajnalka,
Nyulassy Attila,
Orosz Balázs,
Sakhi Farhan,
Sipos Veronika,
Sorbán Andrea,
Szabó Ágnes,
Szembratovics Szelli,
Szilágyi Csilla,
Tihanyi Fanni,
Toldi András,
Tóth Ágoston,
Zelki Benjámin

## Vendégművészek
Ambrus Asma,
Bezerédi Zoltán,
Horváth Károly,
Kása Tímea,
Stubnya Béla

## Vendégművészek voltak
Birtók Lili,
Danhauser Soma,
Görgényi Fruzsina,
Harsay Gábor,
Jendrics József,
Károlyi Katalin,
Kiss Csinszka Flóra,
Kiss István,
Lévai József,
Nagy Éva,
Nyári Richárd,
Öskü Bálint,
Serei Dániel,
Stankovics Gábor,
Sütő András,
Szabados Zsuzsa,
Szabó Márk József,
Szalay Marianna,
Szendrei Szabolcs,
Tóth Szilvia Lilla, 
Ugróczi Kinga

## Előadások listája időrendben
| cím                     | szerző                                        | rendező         | bemutató             | helyszín                                | megjegyzés                      |
| ----------------------- | --------------------------------------------- | --------------- | -------------------- | --------------------------------------- | ------------------------------- |
| Káélet                  | Cziczó Attila                                 | Cziczó Attila   | 2008. március 16.    | Jemol                                   | diákelőadás                     |
| Mikulás, a barátom!     | Cziczó Attila                                 | Cziczó Attila   | 2008. december 3.    | Jemol                                   | mesejáték                       |
| népmesécske             | Cziczó Attila (átirat)                        | Cziczó Attila   | 2009. január 30.     | Zöld Macska Diákpince                   | interaktív mesejáték            |
| Fém                     | Cziczó Attila                                 | Cziczó Attila   | 2009. március 27.    | Új Színház - Bubik István Stúdiószínpad | CzAT (koprodukció)              |
| Sinter - a falu         | Herczeg Anna                                  | Herczeg Anna    | 2009. július 19.     | Szentendre                              | abszurd ifjúsági előadás        |
| HáRoMnőVÉr              | Anton Pavlovics Csehov (ford.: Stuber Andrea) | Cziczó Attila   | 2010. március 1.     | Jemol                                   | CzAT                            |
| Műköröm                 | Cziczó Attila                                 | Cziczó Attila   | 2010. március 13.    | Bugyi                                   | diákelőadás                     |
| Káélet                  | Cziczó Attila                                 | Cziczó Attila   | 2010. október 16.    | Jemol                                   | diákelőadás                     |
| Iskolapélda             | Cziczó Attila                                 | Cziczó Attila   | 2010. november 27.   | Jemol                                   | CzAT                            |
| Gyenge vagyok           | Cziczó Attila                                 | Cziczó Attila   | 2011. január 21.     | Jemol                                   | CzAT                            |
| Aha                     | Cziczó Attila                                 | Cziczó Attila   | 2011. március 18.    | Facultas Humángimnázium                 | beavatószínház diákoknak        |
| iluska.wb               | Nyulassy Attila                               | Nyulassy Attila | 2011. szeptember 17. | Jemol                                   | ifjúsági előadás                |
| TI [Terra Incognita]    | Cziczó Attila                                 | Cziczó Attila   | 2011. október 15.    | Jemol                                   | CzAT                            |
| nem/más                 | Cziczó Attila                                 | Cziczó Attila   | 2012. március 3.     | Jemol                                   | ifjúsági előadás                |
| A nép ellensége         | Henrik Ibsen                                  | Barabás Tamás   | 2012. március 24.    | Jemol                                   |                                 |
| Májlájt                 | Nyulassy Attila                               | Nyulassy Attila | 2012. április 14.    | Jemol                                   | ifjúsági előadás                |
| Gabriella tizennégyszer | Cziczó Attila (átirat)                        | Cziczó Attila   | 2012. október 13.    | Jemol                                   | CzAT                            |
| Romantika               | Cziczó Attila                                 | Cziczó Attila   | 2012. december 8.    | Jemol                                   | CzAT                            |
| Hun vagyunk?            | Cziczó Attila – Miklós Máté                   | Jendrics Anikó  | 2013. március 23.    | Jemol                                   | ifjúsági előadás                |
| Color House             | Miklós Máté                                   | Miklós Máté     | 2013. július 27.     | Jemol                                   | utcaszínház                     |
| 1001                    | Nyulassy Attila és Fábián Péter (átirat)      | Nyulassy Attila | 2013. szeptember 19. | Jemol                                   | Az Ezeregyéjszaka meséi alapján |
| Halhatatlan             | Cziczó Attila                                 | Cziczó Attila   | 2013. szeptember 21. | Jemol                                   | CzAT                            |
| Az utolsó magyar        | Cziczó Attila                                 | Cziczó Attila   | 2013. november 30.   | Jemol                                   | CzAT                            |
| Tájbrék                 | Cziczó Attila                                 | Cziczó Attila   | 2014. október 18.    | Jemol                                   | CzAT                            |
| Jonatán                 | Cziczó Attila (átirat)                        | Jendrics Anikó  | 2014. december 13.   | Jemol                                   | CzAT                            |
| K.O.                    | Miklós Máté                                   | Miklós Máté     | 2015. február 28.    | Jemol                                   | diákelőadás                     |
| Iza és Krisztián        | Cziczó Attila                                 | Cziczó Attila   | 2015. szeptember 26. | Jemol                                   | CzAT                            |
| Callgirl                | Keményffy Tamás                               | Keményffy Tamás | 2015. november 6.    | Jemol                                   |                                 |
| Weekend                 | Cziczó Attila                                 | Cziczó Attila   | 2016. január 9.      | Jemol                                   | CzAT                            |
| GÉM                     | Miklós Máté                                   | Miklós Máté     | 2016. március 30.    | Jemol                                   | ifjúsági előadás                |
| Édes Dezső!             | Cziczó Attila                                 | Cziczó Attila   | 2016. október 7.     | Jemol                                   | CzAT                            |
| Happy New York          | Cziczó Attila                                 | Cziczó Attila   | 2016. november 5.    | Jemol                                   | CzAT                            |
| Fém                     | Cziczó Attila                                 | Cziczó Attila   | 2016. december 3.    | Jemol                                   | ifjúsági előadás                |